# 583
سنة 583 م (بالأرقام الرومانية: DLXXXIII) كانت سنة بسيطة تبدأ يوم الجمعة (الرابط يظهر نموذج الجدول الزمني الكامل للسنة) من التقويم اليولياني. بدأت تسمية السنة ب583 منذ العصور الوسطى المبكرة، عندما أصبح تقويم أنو دوميني هو الأسلوب السائد في أوروبا لتسمية السنوات.

## مواليد
- ثيودوسيوس

## وفيات
- كاسيودوروس